# Pelargonium parvirostre
Pelargonium parvirostre är en näveväxtart som beskrevs av Robert Allen Dyer. Pelargonium parvirostre ingår i släktet pelargoner, och familjen näveväxter. Inga underarter finns listade i Catalogue of Life.